# Galaksefilament
Indenfor kosmologi er galaksefilamenter de største kendte strukturer i det observerbare univers. Galaksefilamenter er trådlignende strukturer med en typisk længde på 70 til 150 megaparsec (230 til 490 millioner lysår) og udgør grænserne mellem tomrummene i universet. Galaksefilamenter består af galakser, som er bundet sammen via gravitation i store superhobe. 